# Soldiers of Christ, Arise
 (juin 2014).

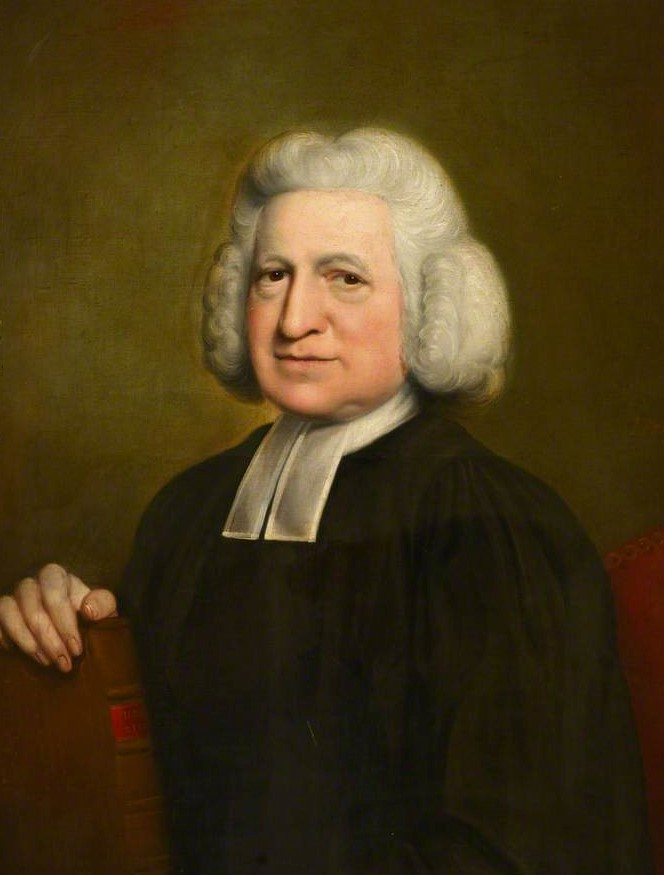
Représentation de Charles Wesley.

Soldiers of Christ, Arise est un hymne religieux par Charles Wesley et provenaient de un poème intitulé « The Whole Armour of God, Ephesians VI » dans 1747.